# Йойстейн Мейла
Йойстейн Мейла (на норвежки: Øystein Øysteinsson Møyla) е избран за крал на Норвегия през 1176 г. по време на гражданската война в страната. Прякорът си Мейла (Девата) получава заради миловидната си външност.

## Биография
Роден през 1157 г. и е незаконороден син на крал Йойстейн Харалдсон. Към 1174 г. партията на биркебайнерите (брезевокраките) се обединява около него в борбата им за надмощие с Магнус V Ерлингсон и през 1176 г. го издига за крал. През януари 1177 г. загива в битка.